# 蒸锅

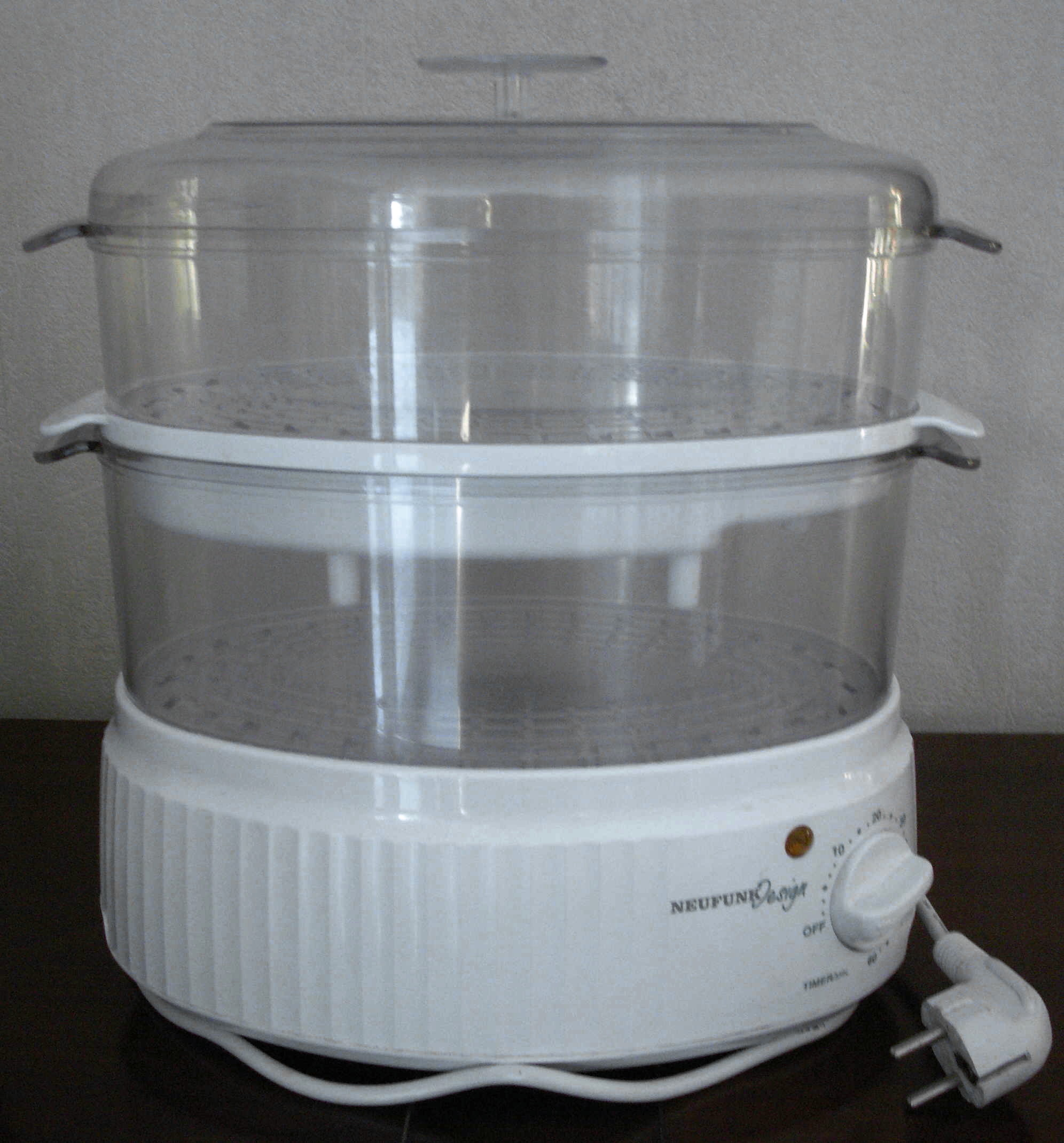
蒸锅

蒸锅是一种小家電，使用時要将食物放在蒸锅中，利用蒸汽加热以及烹饪食物，同時還要减少蒸汽逸出。非通電的蒸锅已有数千年历史。在古代中国，人们就用陶製蒸锅蒸煮食物。 